# Jegun
Jegun (prononcer [ʒeɡœ̃] ; nommée également Jégun non officiellement; Jigun en gascon) est une commune française située dans le centre du département du Gers en région Occitanie. Sur le plan historique et culturel, la commune est dans le Pays d'Auch, un territoire céréalier et viticole qui s'est également constitué en pays au sens aménagement du territoire en 2003.
Exposée à un climat océanique altéré, elle est drainée par la Baïse, l'Auloue, la Loustère, le ruisseau de Lahontan, la Coulègne, le ruisseau Larranchélan et par divers autres petits cours d'eau.
Jegun est une commune rurale qui compte 1 182 habitants en 2022.  Elle fait partie de l'aire d'attraction d'Auch. Ses habitants sont appelés les Jegunois ou  Jegunoises. La devise historique « on craint déguin à Jeguin ».
Le patrimoine architectural de la commune comprend deux  immeubles protégés au titre des monuments historiques : le pigeonnier-porche de Puntis, inscrit en 1973, et la chapelle Saint-Michel de Tremblade, inscrite en 1979.

## Géographie

### Localisation
Jegun est une bastide située entre la départementale D930 et l'Auloue, entre Auch et Castéra-Verduzan.

### Communes limitrophes
Les communes limitrophes sont  Antras, Biran, Bonas, Castéra-Verduzan, Cézan, Lavardens, Saint-Jean-Poutge, Saint-Lary et Saint-Paul-de-Baïse.
| Bonas                                  | Castéra-Verduzan | Cézan      |
| Saint-Paul-de-Baïse, Saint-Jean-Poutge | Jegun            | Lavardens  |
| Biran                                  | Antras           | Saint-Lary |

### Géologie et relief
Jegun se situe en zone de sismicité 1 (sismicité très faible).

### Voies de communication et transports
La ligne 951 du réseau liO relie la commune à la gare d'Auch et à Condom.

### Hydrographie

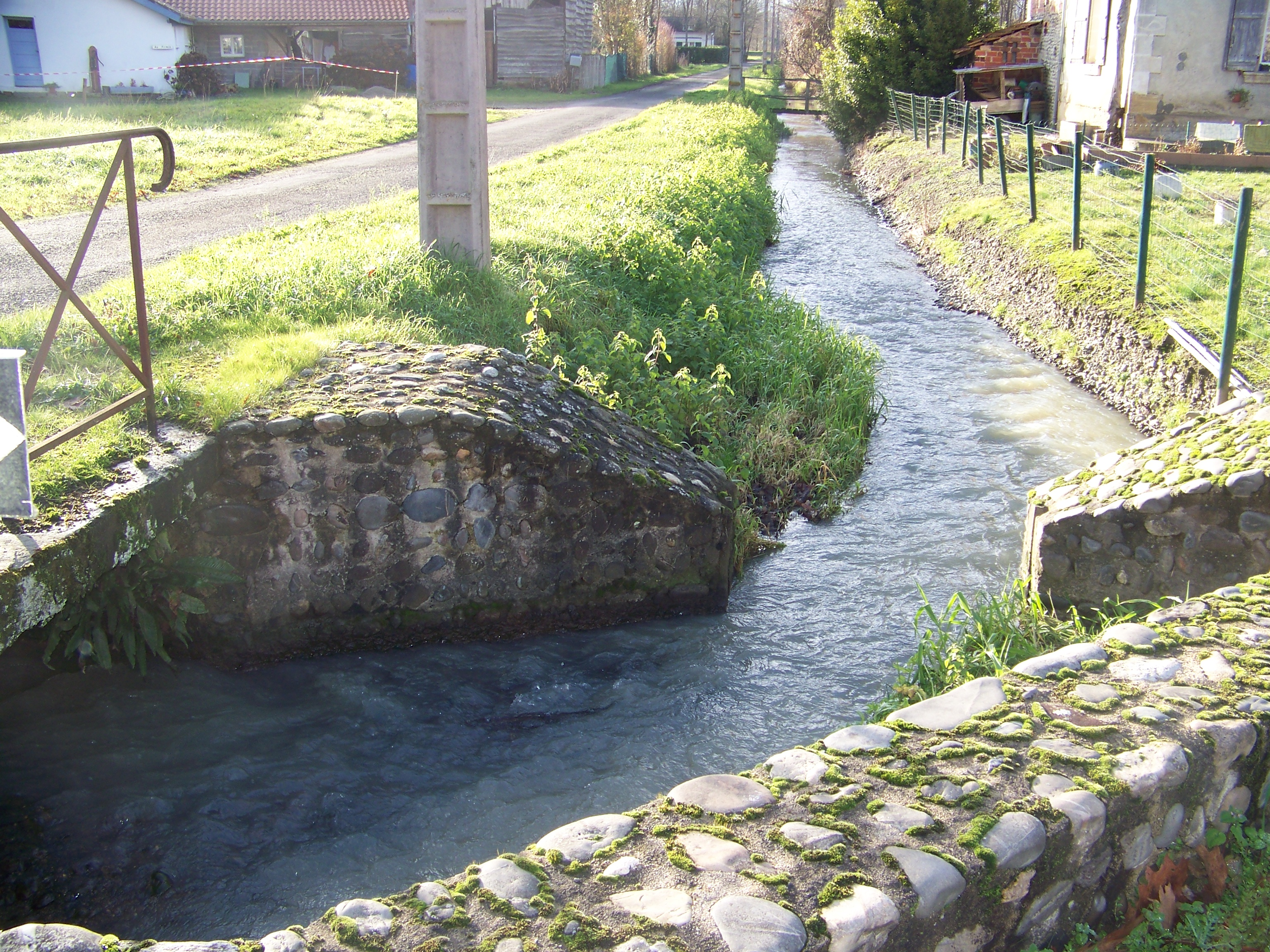
Canal

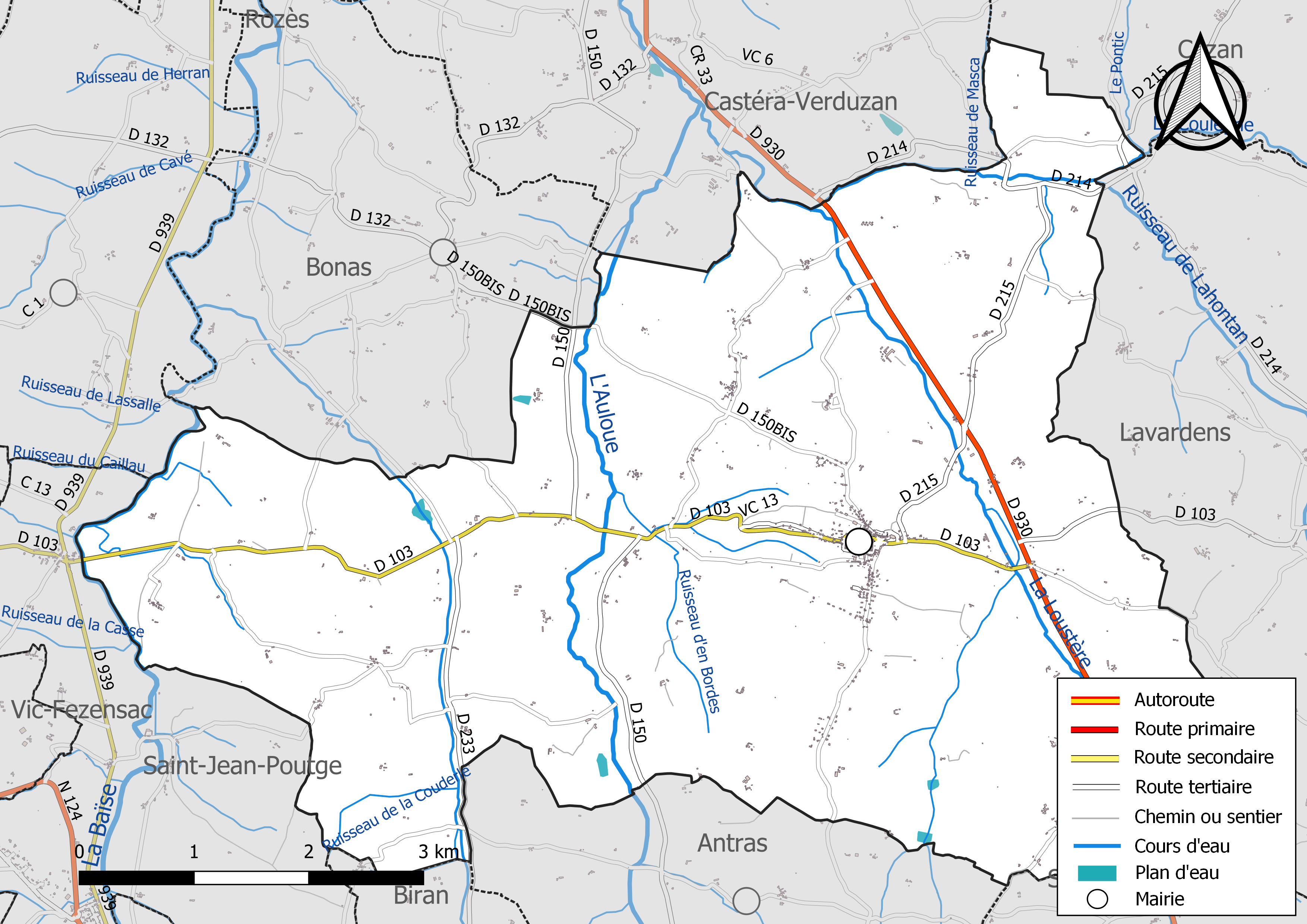
Réseaux hydrographique et routier de Jegun.

La commune est dans le bassin de la Garonne, au sein du bassin hydrographique Adour-Garonne. Elle est drainée par la Baïse, l'Auloue, la Loustère, le ruisseau de Lahontan, la Coulègne, le ruisseau Larranchélan, un bras de la Loustère, un bras de l'Auloue, le Pontic, le ruisseau de la Couderle, le ruisseau de Larriouau, le ruisseau de Magret, le ruisseau de Masca, le ruisseau d'en Bordes et par divers petits cours d'eau, qui constituent un réseau hydrographique de 38 km de longueur totale,.
La Baïse, d'une longueur totale de 187,6 km, prend sa source dans la commune de Capvern et s'écoule vers le nord. Elle traverse la commune et se jette dans la Garonne à Saint-Léger, après avoir traversé 52 communes.
L'Auloue, d'une longueur totale de 45,4 km, prend sa source dans la commune de Saint-Jean-le-Comtal et s'écoule vers le nord. Il traverse la commune et se jette dans la Baïse à Valence-sur-Baïse, après avoir traversé 16 communes.
La Loustère, d'une longueur totale de 14 km, prend sa source dans la commune de Castin et s'écoule du sud-est vers le nord-ouest. Elle traverse la commune et se jette dans l'Auloue à Castéra-Verduzan, après avoir traversé 5 communes.
Le ruisseau de Lahontan, d'une longueur totale de 11,6 km, prend sa source dans la commune de Castillon-Massas et s'écoule du sud-est vers le nord-ouest. Il traverse la commune et se jette dans la Loustère sur le territoire communal, après avoir traversé 5 communes.

### Climat
Pour des articles plus généraux, voir Climat de l'Occitanie et Climat du Gers.
En 2010, le climat de la commune est de type climat océanique altéré, selon une étude s'appuyant sur une série de données couvrant la période 1971-2000. En 2020, Météo-France publie une typologie des climats de la France métropolitaine dans laquelle la commune est toujours exposée à un climat océanique altéré et est dans la région climatique Aquitaine, Gascogne, caractérisée par une pluviométrie abondante au printemps, modérée en automne, un faible ensoleillement au printemps, un été chaud (19,5 °C), des vents faibles, des brouillards fréquents en automne et en hiver et des orages fréquents en été (15 à 20 jours).
Pour la période 1971-2000, la température annuelle moyenne est de 13 °C, avec une amplitude thermique annuelle de 15,3 °C. Le cumul annuel moyen de précipitations est de 783 mm, avec 9,9 jours de précipitations en janvier et 6,5 jours en juillet. Pour la période 1991-2020, la température moyenne annuelle observée sur la station météorologique la plus proche, située sur la commune de Beaucaire à 11 km à vol d'oiseau, est de 13,8 °C et le cumul annuel moyen de précipitations est de 775,9 mm,. Pour l'avenir, les paramètres climatiques de la commune estimés pour 2050 selon différents scénarios d'émission de gaz à effet de serre sont consultables sur un site dédié publié par Météo-France en novembre 2022.

### Milieux naturels et biodiversité
Aucun espace naturel présentant un intérêt patrimonial n'est recensé sur la commune dans l'inventaire national du patrimoine naturel,,.

## Urbanisme

### Typologie
Au 1er janvier 2024, Jegun est catégorisée commune rurale à habitat dispersé, selon la nouvelle grille communale de densité à sept niveaux définie par l'Insee en 2022.
Elle est située hors unité urbaine. Par ailleurs la commune fait partie de l'aire d'attraction d'Auch, dont elle est une commune de la couronne,. Cette aire, qui regroupe 112 communes, est catégorisée dans les aires de 50 000 à moins de 200 000 habitants,.

### Occupation des sols
L'occupation des sols de la commune, telle qu'elle ressort de la base de données européenne d’occupation biophysique des sols Corine Land Cover (CLC), est marquée par l'importance des territoires agricoles (98,9 % en 2018), une proportion sensiblement équivalente à celle de 1990 (99,2 %). La répartition détaillée en 2018 est la suivante : 
terres arables (50,3 %), zones agricoles hétérogènes (36,9 %), prairies (11,7 %), zones urbanisées (1,1 %). L'évolution de l’occupation des sols de la commune et de ses infrastructures peut être observée sur les différentes représentations cartographiques du territoire : la carte de Cassini (XVIIIe siècle), la carte d'état-major (1820-1866) et les cartes ou photos aériennes de l'IGN pour la période actuelle (1950 à aujourd'hui).

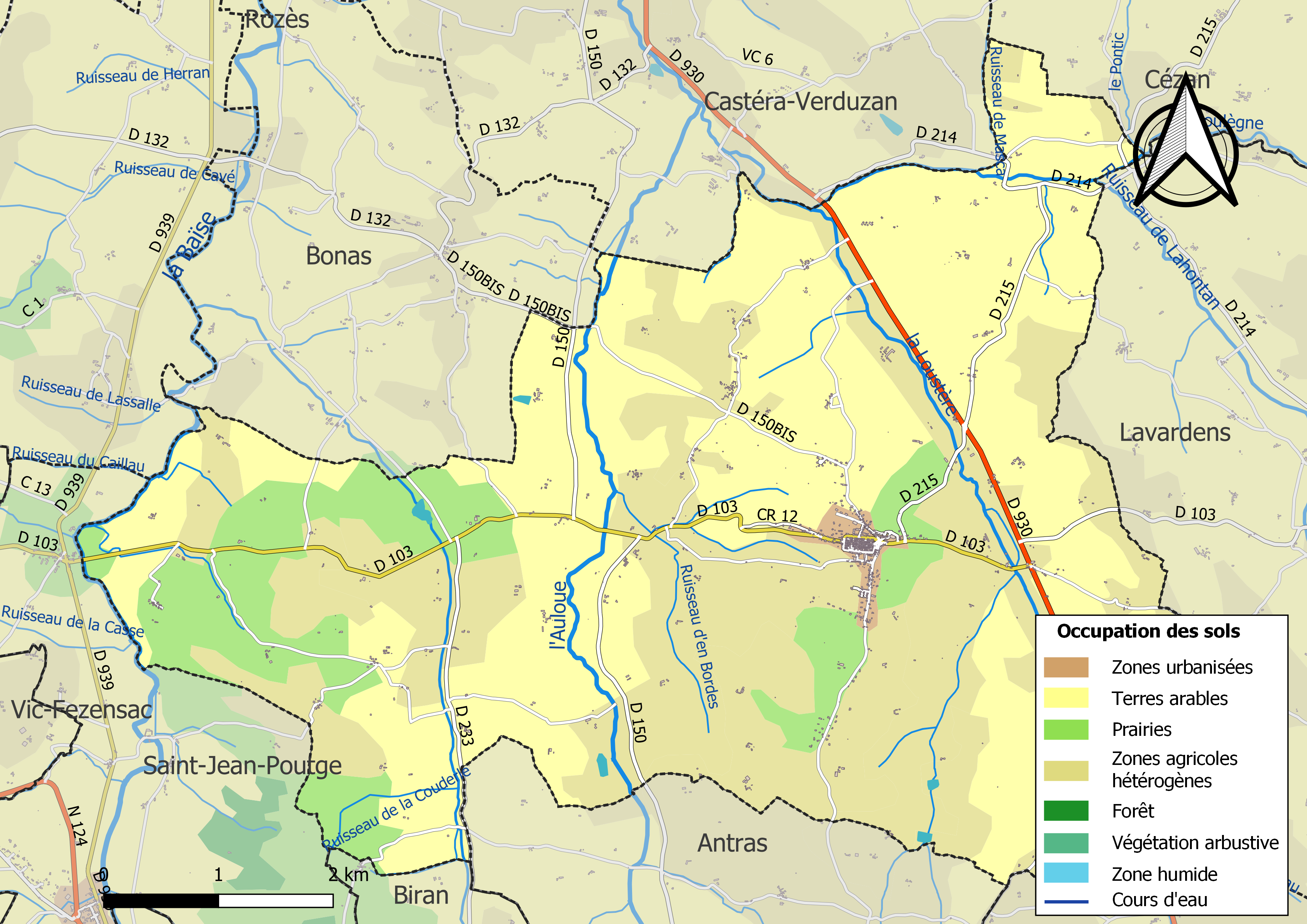
Carte des infrastructures et de l'occupation des sols de la commune en 2018 (CLC).

### Risques majeurs
Le territoire de la commune de Jegun est vulnérable à différents aléas naturels : météorologiques (tempête, orage, neige, grand froid, canicule ou sécheresse), inondations et séisme (sismicité très faible). Un site publié par le BRGM permet d'évaluer simplement et rapidement les risques d'un bien localisé soit par son adresse soit par le numéro de sa parcelle.
Certaines parties du territoire communal sont susceptibles d’être affectées par le risque d’inondation par débordement de cours d'eau, notamment la Baïse, l'Auloue, la Loustère et le ruisseau de Lahontan. La cartographie des zones inondables en ex-Midi-Pyrénées réalisée dans le cadre du XIe Contrat de plan État-région, visant à informer les citoyens et les décideurs sur le risque d’inondation, est accessible sur le site de la DREAL Occitanie. La commune a été reconnue en état de catastrophe naturelle au titre des dommages causés par les inondations et coulées de boue survenues en 1993, 1999 et 2009,.

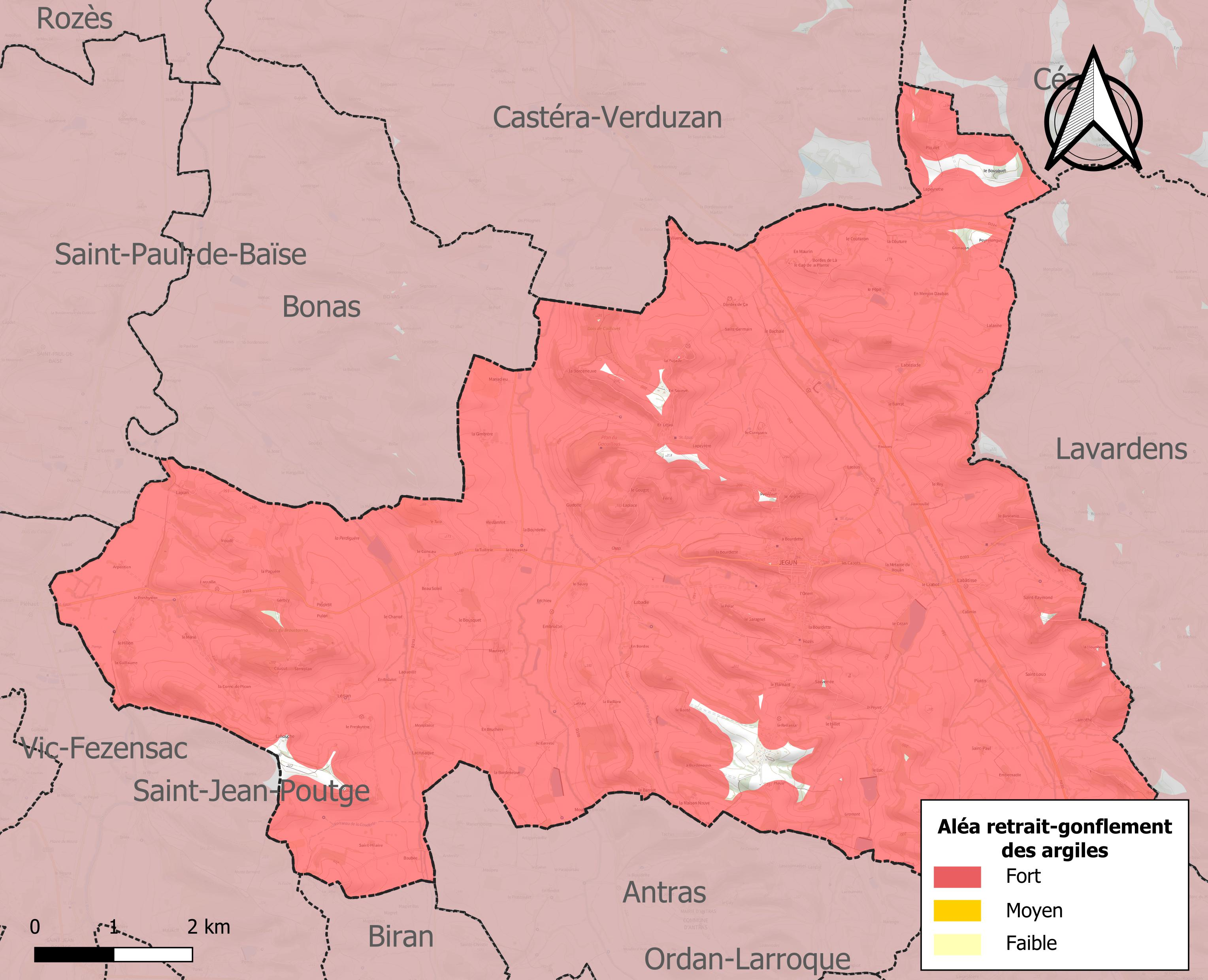
Carte des zones d'aléa retrait-gonflement des sols argileux de Jegun.

Le retrait-gonflement des sols argileux est susceptible d'engendrer des dommages importants aux bâtiments en cas d’alternance de périodes de sécheresse et de pluie. 98,1 % de la superficie communale est en aléa moyen ou fort (94,5 % au niveau départemental et 48,5 % au niveau national). Sur les 601 bâtiments dénombrés sur la commune en 2019, 580 sont en aléa moyen ou fort, soit 97 %, à comparer aux 93 % au niveau départemental et 54 % au niveau national. Une cartographie de l'exposition du territoire national au retrait gonflement des sols argileux est disponible sur le site du BRGM,.
Par ailleurs, afin de mieux appréhender le risque d’affaissement de terrain, l'inventaire national des cavités souterraines permet de localiser celles situées sur la commune.
Concernant les mouvements de terrains, la commune a été reconnue en état de catastrophe naturelle au titre des dommages causés par la sécheresse en 1989, 1993, 2003, 2011, 2016 et 2017 et par des mouvements de terrain en 1999.

## Histoire
Les origines de la bastide sont mal documentées, mais la ville offre une parfaite régularité: quatre rues parallèles dans le sens de la longueur la découpent en cinq îlots. Il n'y a pas de place proprement dite, mais dans l'îlot central se trouve la halle. Autre particularité: il n'y a aucune église, car la ville neuve est venue s'insérer dans le bourg ecclésial qui comportait une église romane dédiée à sainte Candide.

## Politique et administration

### Liste des maires

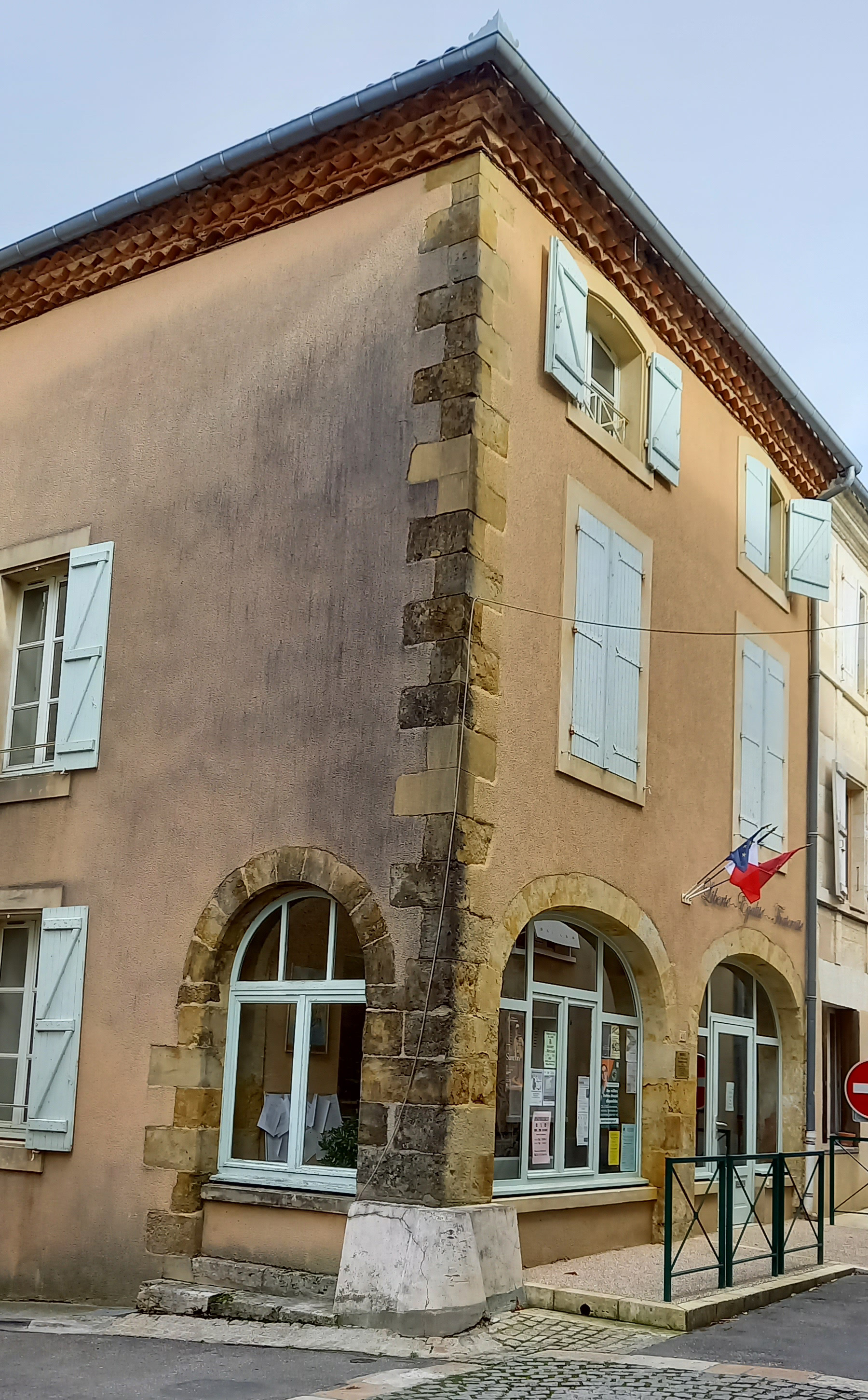
Mairie 40 Grand'rue

| Période                                  | Période       | Identité           | Étiquette | Qualité     |
| ---------------------------------------- | ------------- | ------------------ | --------- | ----------- |
| ?                                        | 2005          | Philippe Monello   |           |             |
| 2005                                     | 2008          | Auguste Mothe      |           |             |
| mars 2008                                | novembre 2017 | Alain Descousse    | PCF       | Agriculteur |
| novembre 2017                            | mai 2020      | Christiane Barrieu |           |             |
| mai 2020                                 | En cours      | Guy Lapeyre        |           |             |
| Les données manquantes sont à compléter. |               |                    |           |             |

## Population et société

### Démographie
| 1793  | 1800  | 1806  | 1821  | 1831  | 1841  | 1846  | 1851  | 1856  |
| ----- | ----- | ----- | ----- | ----- | ----- | ----- | ----- | ----- |
| 2 143 | 1 863 | 2 022 | 2 065 | 2 131 | 2 076 | 2 023 | 2 039 | 1 951 |

| 1861  | 1866  | 1872  | 1876  | 1881  | 1886  | 1891  | 1896  | 1901  |
| ----- | ----- | ----- | ----- | ----- | ----- | ----- | ----- | ----- |
| 1 984 | 1 933 | 1 843 | 1 836 | 1 871 | 1 762 | 1 646 | 1 460 | 1 532 |

| 1906  | 1911  | 1921  | 1926  | 1931  | 1936  | 1946  | 1954  | 1962  |
| ----- | ----- | ----- | ----- | ----- | ----- | ----- | ----- | ----- |
| 1 304 | 1 319 | 1 109 | 1 183 | 1 063 | 1 156 | 1 127 | 1 129 | 1 086 |

| 1968  | 1975 | 1982 | 1990 | 1999 | 2006  | 2011  | 2016  | 2021  |
| ----- | ---- | ---- | ---- | ---- | ----- | ----- | ----- | ----- |
| 1 084 | 971  | 949  | 976  | 968  | 1 086 | 1 139 | 1 137 | 1 173 |

| 2022  | - | - | - | - | - | - | - | - |
| ----- | - | - | - | - | - | - | - | - |
| 1 182 | - | - | - | - | - | - | - | - |

| selon la population municipale des années : | 1968 | 1975 | 1982 | 1990 | 1999 | 2006 | 2009 | 2013 |
| Rang de la commune dans le département      | 25   | 29   | 29   | 29   | 30   | 28   | 28   | 26   |
| Nombre de communes du département           | 466  | 462  | 462  | 462  | 463  | 463  | 463  | 463  |

### Enseignement
La ville de Jegun a une école primaire qui accueille des enfants de la toute petite section au CM2.

## Économie

### Revenus
En 2018  (données Insee publiées en septembre 2021), la commune compte 510 ménages fiscaux, regroupant 1 125 personnes. La médiane du revenu disponible par unité de consommation est de 22 230 € (20 820 € dans le département).

### Emploi
|                | 2008  | 2013  | 2018  |
| -------------- | ----- | ----- | ----- |
| Commune        | 5,2 % | 6,9 % | 8,7 % |
| Département    | 6,1 % | 7,5 % | 8,2 % |
| France entière | 8,3 % | 10 %  | 10 %  |

En 2018, la population âgée de 15 à 64 ans s'élève à 669 personnes, parmi lesquelles on compte 77,9 % d'actifs (69,1 % ayant un emploi et 8,7 % de chômeurs) et 22,1 % d'inactifs,. En  2018, le taux de chômage communal (au sens du recensement) des 15-64 ans est supérieur à celui du département, mais inférieur à celui de la France, alors qu'il était inférieur à celui du département et de la France en 2008.
La commune fait partie de la couronne de l'aire d'attraction d'Auch, du fait qu'au moins 15 % des actifs travaillent dans le pôle,. Elle compte 245 emplois en 2018, contre 278 en 2013 et 337 en 2008. Le nombre d'actifs ayant un emploi résidant dans la commune est de 466, soit un indicateur de concentration d'emploi de 52,6 % et un taux d'activité parmi les 15 ans ou plus de 56 %.
Sur ces 466 actifs de 15 ans ou plus ayant un emploi, 120 travaillent dans la commune, soit 26 % des habitants. Pour se rendre au travail, 87,7 % des habitants utilisent un véhicule personnel ou de fonction à quatre roues, 1,5 % les transports en commun, 3 % s'y rendent en deux-roues, à vélo ou à pied et 7,8 % n'ont pas besoin de transport (travail au domicile).

### Activités hors agriculture

#### Secteurs d'activités
107 établissements sont implantés  à Jegun au 31 décembre 2019. Le tableau ci-dessous en détaille le nombre par secteur d'activité et compare les ratios avec ceux du département,.
| Secteur d'activité                                                                                        | Commune | Commune | Département |
| Secteur d'activité                                                                                        | Nombre  | %       | %           |
| --- | ------- | ------- | ----------- |
| Ensemble                                                                                                  | 107     | 100 %   | (100 %)     |
| Industrie manufacturière, industries extractives et autres                                                | 14      | 13,1 %  | (12,3 %)    |
| Construction                                                                                              | 30      | 28 %    | (14,6 %)    |
| Commerce de gros et de détail, transports, hébergement et restauration                                    | 25      | 23,4 %  | (27,7 %)    |
| Information et communication                                                                              | 1       | 0,9 %   | (1,8 %)     |
| Activités financières et d'assurance                                                                      | 4       | 3,7 %   | (3,5 %)     |
| Activités immobilières                                                                                    | 4       | 3,7 %   | (5,2 %)     |
| Activités spécialisées, scientifiques et techniques et activités de services administratifs et de soutien | 10      | 9,3 %   | (14,4 %)    |
| Administration publique, enseignement, santé humaine et action sociale                                    | 12      | 11,2 %  | (12,3 %)    |
| Autres activités de services                                                                              | 7       | 6,5 %   | (8,3 %)     |

Le secteur de la construction est prépondérant sur la commune puisqu'il représente 28 % du nombre total d'établissements de la commune (30 sur les 107 entreprises implantées  à Jegun), contre 14,6 % au niveau départemental.

#### Entreprises et commerces
Les deux entreprises ayant leur siège social sur le territoire communal qui génèrent le plus de chiffre d'affaires en 2020 sont : 
- Charpente Menuiserie Gersoise, travaux de charpente (313 k€)
- Barrieu Freres, travaux de charpente (255 k€)

### Agriculture
La commune est dans le « Haut-Armagnac », une petite région agricole occupant le centre du département du Gers. En 2020, l'orientation technico-économique de l'agriculture  sur la commune est la culture de céréales et/ou d'oléoprotéagineuses. 
|               | 1988  | 2000  | 2010  | 2020  |
| ------------- | ----- | ----- | ----- | ----- |
| Exploitations | 68    | 48    | 39    | 33    |
| SAU (ha)      | 2 595 | 2 817 | 2 592 | 2 764 |

Le nombre d'exploitations agricoles en activité et ayant leur siège dans la commune est passé de 68 lors du recensement agricole de 1988  à 48 en 2000 puis à 39 en 2010 et enfin à 33 en 2020, soit une baisse de 51 % en 32 ans. Le même mouvement est observé à l'échelle du département qui a perdu pendant cette période 51 % de ses exploitations,. La surface agricole utilisée sur la commune a également diminué de 2 595 ha en 1988 à 2 764 ha en 2020. Parallèlement la surface agricole utilisée moyenne par exploitation a augmenté, passant de 38 à 84 ha.

## Culture locale et patrimoine

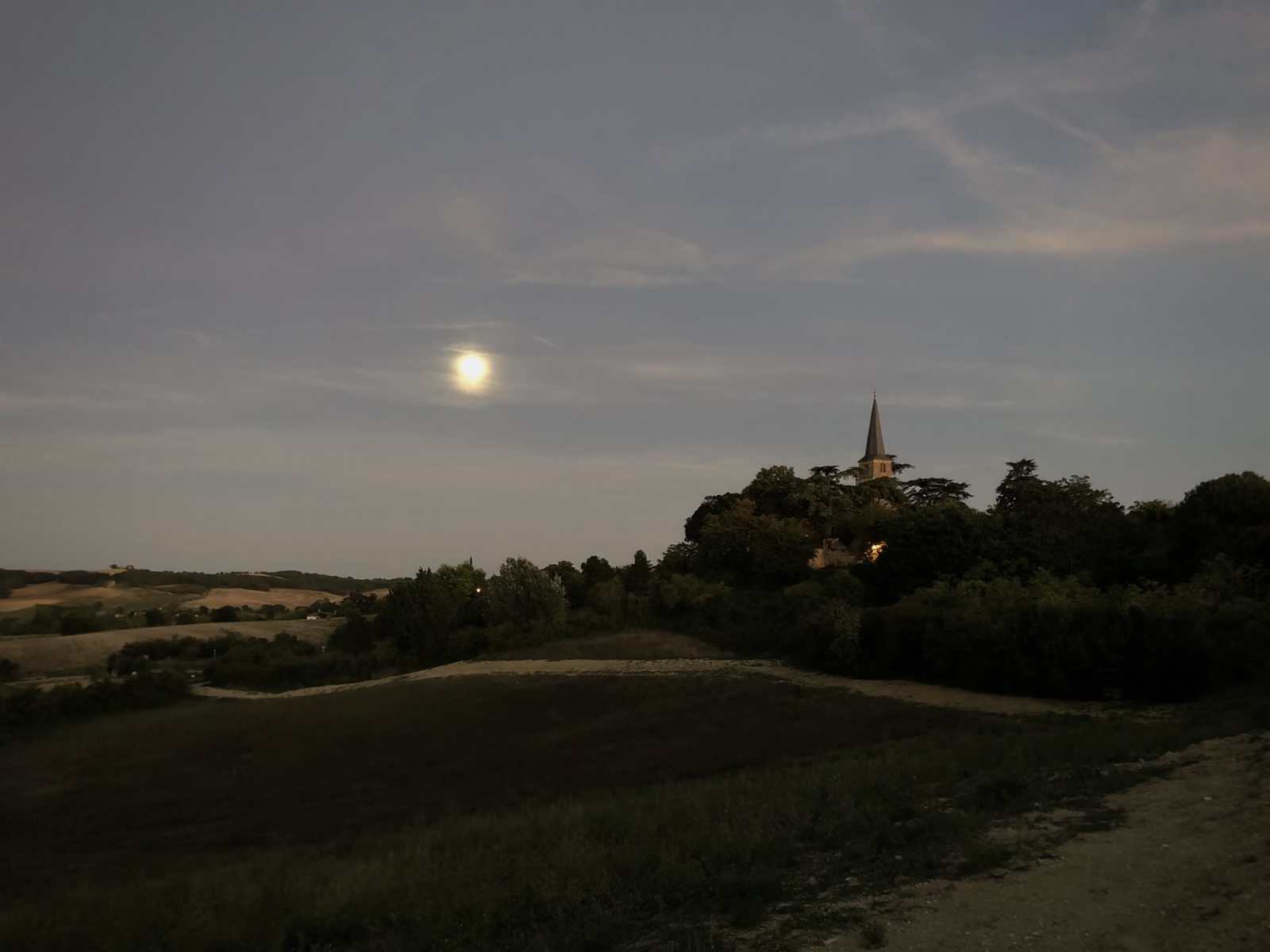
Vue de Jegun le soir

### Lieux et monuments
Église Sainte-Candide
Autrefois connue sous le nom de "collégiale Sainte-Candide de Jegun". Le premier document la mentionnant est une bulle du pape Célestin III datant de 1193.
L'évêque de Couserans accorde des lettres d'indulgences en 1249 aux fidèles qui contribueraient à la poursuite de la construction de l'église. Il précise que le corps de sainte Candide se trouve dans l'église.
L'archevêque d'Auch, Guillaume de Flavacourt, demande au chapitre de chanoines réguliers, le 20 novembre 1336, de mener une vie conventuelle. Cet acte indique que les chanoines sont au nombre de 7.
Jean Ier, comte d'Armagnac fait, en 1373, un don à Sainte-Candide de Jegun.
Des destructions nécessitent des reconstructions à partir de 1430. En 1440, la porte principale est réalisée au midi.
Une consécration de l'église a lieu le 10 mai 1489, en présence de Pierre Henri, évêque in partibus de Bérythe (de) et vicaire général de l'archevêque d'Auch, François de Savoie.
- Église Saint-Jean-Baptiste de Lézian.

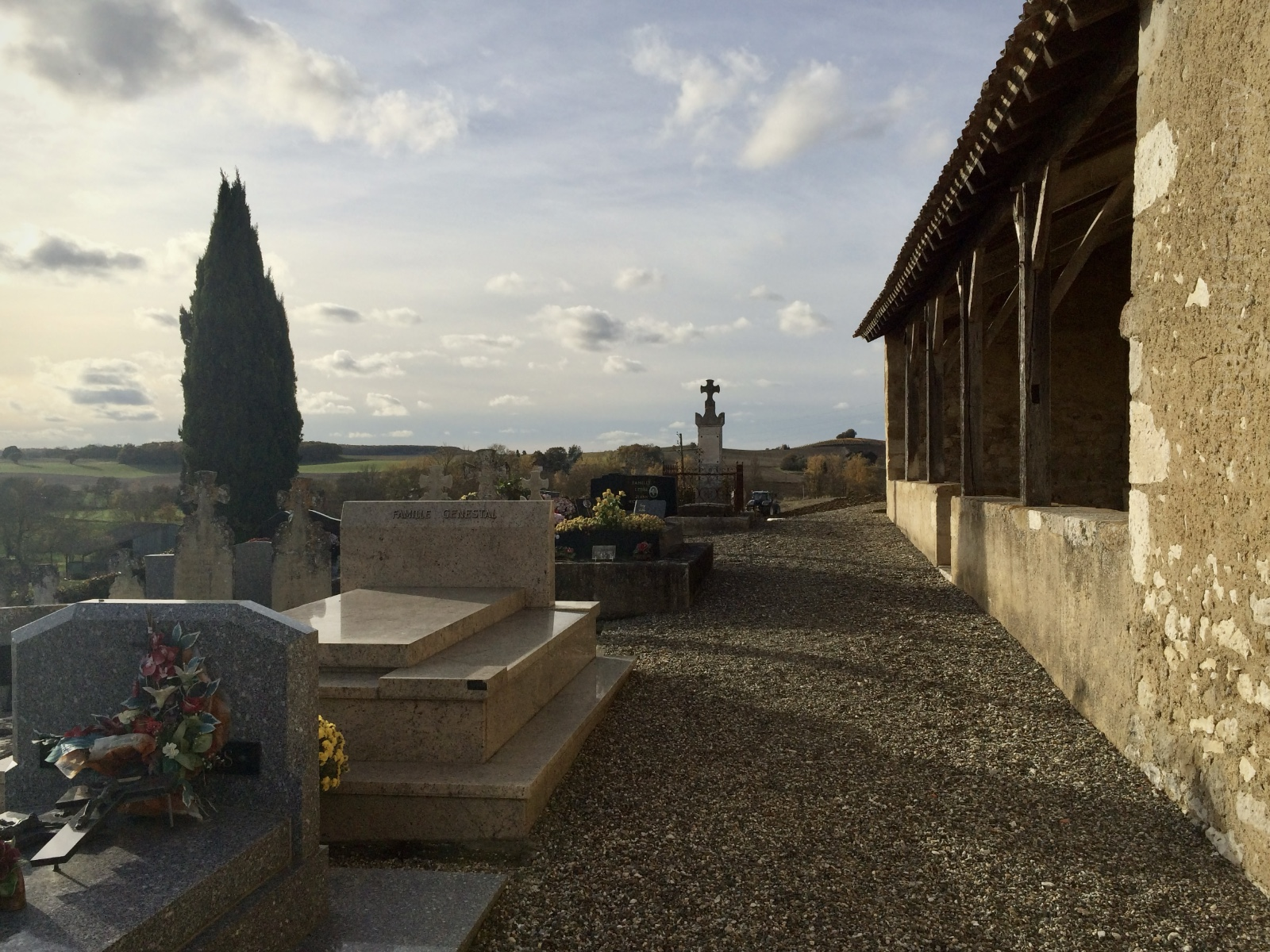
Cimetière de la chapelle Saint-Michel de Tremblade, Jegun (19 novembre 2016)

- Cimetière de la chapelle Saint-Michel de Tremblade, Jegun (19 novembre 2016)Chapelle Saint-Michel de Tremblade. La chapelle est inscrite à l'inventaire des monuments historiques depuis 1979[42].
- Chapelle de Lapeyrette.

### Héraldique
| Blason | Blasonnement : D'or au cep de vigne de sable fruité du même et feuillé de sinople. |